# Cristina López (water-polo)
Pour les articles homonymes, voir Cristina López et López.
Cristina López Aliaga, née le 20 octobre 1982, est une joueuse internationale espagnole de water-polo.
Elle fait partie de l'équipe d'Espagne féminine de water-polo médaillée d'argent du Championnat d'Europe féminin de water-polo 2008. Elle compte 190 matchs et 135 buts en sélection espagnole entre 2000 et 2009.
Elle évolue au jusqu'en 2002 au Club Natació Sant Feliu avec lequel elle est sacrée championne d'Espagne en 2000. Avec le Club Natació Sabadell, elle est quadruple championne d'Espagne (en 2004, 2005, 2007 et 2009) et quadruple vainqueur de la Coupe de la Reine (en 2004, 2005, 2008 et 2009).